# Fall Gelb (jeu vidéo)
Fall Gelb est un jeu vidéo de type wargame créé par Les Howie et publié par Simulations Canada à partir de 1983 sur Apple II, Commodore 64, Atari ST et IBM PC. Le jeu se déroule pendant la Seconde Guerre mondiale et simule l’invasion de la France par l’Allemagne en mai et juin 1940. Comme les autres jeux du studio, le jeu ne propose pas de graphismes et repose uniquement sur une interface textuelle combinée avec un plateau de jeu et des pions inclus dans son packaging. Ces pions représentent des unités de la taille d’un corps d’infanterie ainsi que les centres de commandement des armées. Les joueurs incarnent les commandants respectifs des armées allemandes et alliées. Ils peuvent donner des ordres directement à une unité individuelle, ou indirectement via le centre de commandement de l’unité. Dans le cas d’un ordre direct, le joueur peut spécifier l’avance ou le retrait exact de l’unité ainsi que le type d’attaque ou la direction de la défense. Dans le cas contraire, il donne un objectif général au centre de commandement qui se charge ensuite de contrôler directement les unités sous son contrôle,,.
L’une des spécificités du jeu réside dans les limites qu’il pose en matière de renseignement sur le statut et la localisation des troupes ennemies. Ainsi, même après avoir détecté une unité ennemie, le joueur n’a pas forcement d’information sur les troupes qui la compose. Une autre spécificité réside dans les fluctuations liées à la chaine de commandement, entre le joueur et les unités qu’il contrôle, en fonction de la situation. Ainsi, lorsqu’une unité est désorganisée, sa ligne de commandement se trouve perturbée et la capacité du joueur à la contrôler est diminuée. Les ordres envoyés peuvent alors ne pas être reçu et dans certains cas, l’unité peut même arrêter de communiquer sa position et disparaitre de la carte.
En plus du scénario correspondant à la réalité historique de l’invasion (la Bataille de France), le jeu propose quatre options qui permettent de renforcer les forces françaises ou d’affaiblir les troupes allemandes.

## Accueil
Le journaliste Jeff Seiken de Commodore Magazine met d’abord en avant la spécificité des jeux de Simulations Canada lié à l’absence de graphismes. Il note que si cet aspect peut décevoir les joueurs, l’utilisation d’un plateau de jeu et de pions à ses avantages. Il estime en effet qu’un tel plateau de jeu est plus lisible qu’une carte sur ordinateur et qu’elle permet d’avoir une vision d’ensemble du théâtre des opérations sans avoir recours à une fonction de défilement. Il ajoute que l’inclusion de deux jeux de cartes et de pions élimine certains problèmes du jeu à deux car pendant qu’un joueur entre ses ordres dans l’ordinateur, l’autre peut continuer d’analyser les champs de bataille. Concernant spécifiquement Fall Gelb, l’auteur du test juge que le point fort du jeu réside dans sa gestion de l’information et des lignes de commandement. Il estime en revanche qu’étant le premier jeu vidéo du studio, ses mécanismes de jeu peuvent se révéler « peu pratique ». En effet, les unités sont identifiées par des codes assez long, comme G26AK, ce qui rend inutilement compliqué les lignes de codes nécessaires pour leur donner des ordres. De plus, le jeu souffre parfois de certaines lenteurs, notamment dans la génération des rapports de combat par l’ordinateur. Son plus gros point faible réside cependant dans la nature de l’invasion qu’il simule. Celle-ci est en effet très déséquilibré et pour en faire une campagne intéressante, le joueur doit modifier la force des armées en présence et perd ainsi le plaisir de simuler une campagne réellement historique. Malgré tout, l’auteur du test considère Fall Gelb comme une simulation intelligente et pleine d’enseignement de cette campagne de la Seconde Guerre mondiale.